# Empresa de trabajo temporal
Una Empresa de trabajo temporal (ETT) es una empresa que sirve de intermediario para procurar un empleo a un trabajador o, paralelamente, un trabajador a un empleador. 
Su regulación legal surge a raíz de la normativa establecida en el convenio 96 de la Organización Internacional del Trabajo aprobado en 1933 y modificado en 1949, a medida que los diferentes países lo han ido adoptando se han creado las legislaciones nacionales correspondientes. El concepto de empresa de trabajo temporal se denominó en principio en dicho convenio como «agencia retribuida de colocación», y definía a «toda persona, sociedad, institución, oficina u otra organización» que sirviera de intermediario.
Las empresas de trabajo temporal, necesitan para que sus actividades sean legales cumplir una serie de requisitos y una autorización administrativa concedida por las autoridades correspondientes  así como someterse a inspecciones y auditorías periódicas.

## Empresas de trabajo temporal por país

### Empresas de trabajo temporal en España
En España la legislación que regula las empresas de trabajo temporal está basada en la Ley 14 1994 por la que se regulan las empresas de trabajo temporal y Reales Decretos y Convenios que se han desarrollado posteriormente.
La Ley 14/1994 establece toda la normativa que existe en las relaciones entre la empresa y los trabajadores, siendo las más significativas las que se refieren a los tipos de contratos que se realizan y las remuneraciones salariales correspondientes:
- Contrato de puesta a disposición: es el celebrado entre la empresa de trabajo temporal y la empresa usuaria teniendo por objeto la cesión del trabajador para prestar servicios en la empresa usuaria, a cuyo poder de dirección quedará sometido aquel. Existen diferentes causas por las cuales se pueden formalizar este tipo de contratos.
- El salario: cuando un trabajador es contratado por una ETT, percibe el salario y los complementos que le corresponden según lo establecido en el convenio colectivo aplicable en la empresa usuaria. Sobre esta retribución no se efectúa deducción alguna, salvo las establecidas por la Ley de cotización a la SS e IRPF. La ETT se encarga de la retribución al trabajador, así como de otros gastos: SS a cargo de la empresa, formación, sustitución por absentismo, etcétera.

A fecha de 2002,[actualizar] hay 323 ETT y generan cerca del 0,8% del empleo, la mitad de la media de la Unión Europea, y en su mayor parte relacionado con el sector servicios. De los contratos firmados a través de ellas el 43% corresponde a menores de 24 años.

#### Normativa reguladora de las empresas de trabajo temporal
- LEY 14/1994, DE 1 DE JUNIO, POR LA QUE SE REGULAN LAS EMPRESAS DE TRABAJO TEMPORAL.
- Real Decreto 216/1999, de 5 de febrero, sobre disposiciones mínimas de seguridad y salud en el trabajo de los trabajadores en el ámbito de las empresas de trabajo temporal.
- Real Decreto 5/2001 CAPÍTULO III MODIFICACIONES QUE SE INTRODUCEN EN LA LEY 14/1994, DE 1 DE JUNIO, POR LA QUE SE REGULAN LAS EMPRESAS DE TRABAJO TEMPORAL
- REAL DECRETO 4/1995, DE 13 DE ENERO, POR EL QUE SE DESARROLLA LA LEY 14/1994, DE 1 DE JUNIO, POR LA QUE SE REGULAN LAS EMPRESAS DE TRABAJO TEMPORAL. Archivado el 13 de enero de 2008 en Wayback Machine.

## Críticas
Las ETT son criticadas por las organizaciones sindicales de ser uno de los principales focos de precariedad laboral.